# ASUS Eee Stick

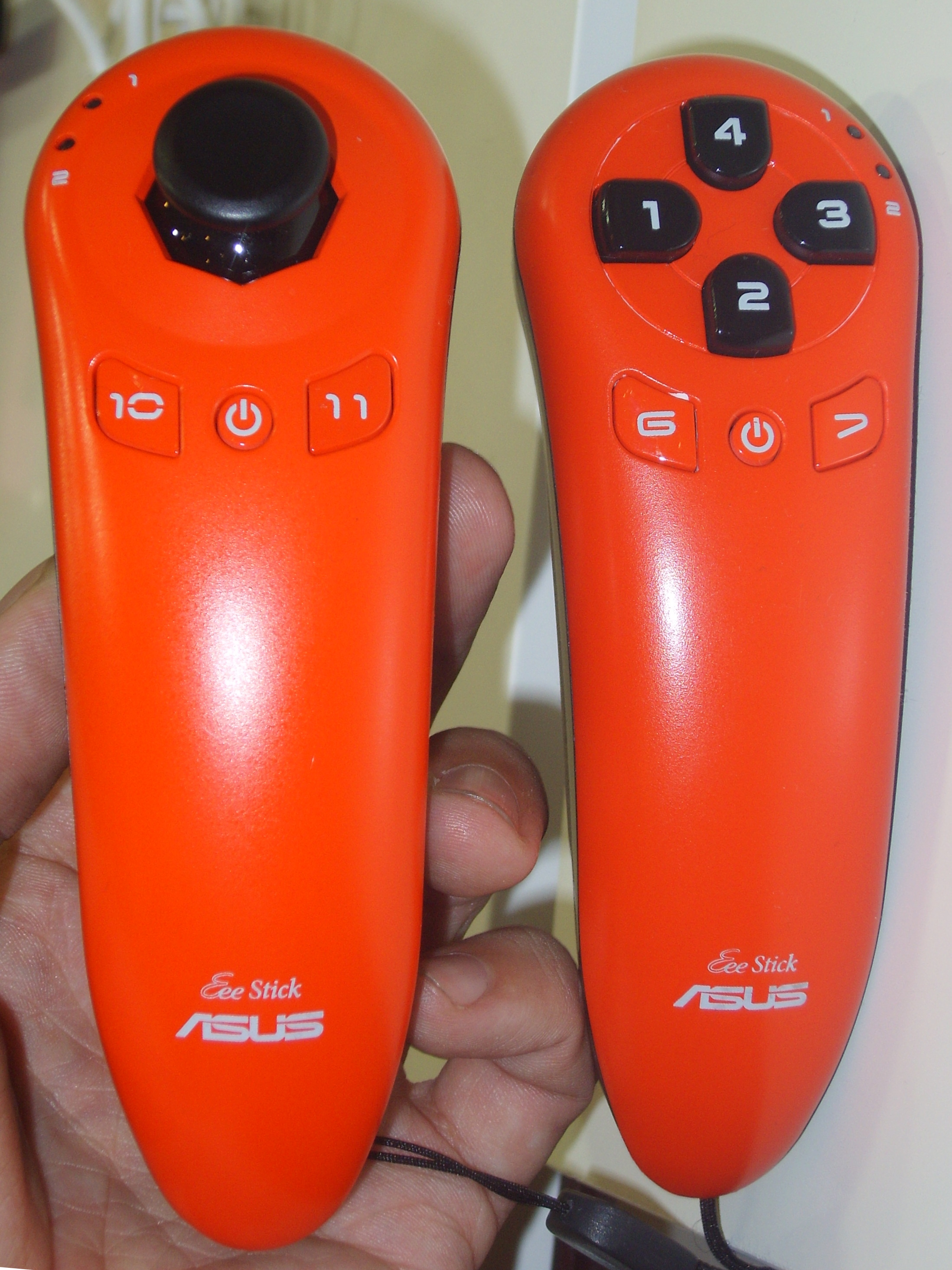
ASUS Eee Stick.

L'Eee Stick è un dispositivo hardware plug and play sviluppato da ASUS commercializzato in bundle con alcuni videogames o altri prodotti di casa ASUS come Eee PC e Eee Box.
È composto da tre elementi: due pad chiamati Activation Stick (7 tasti) e Navigation Stick (4 tasti), e un ricevitore wireless USB. I due pad necessitano di un'alimentazione che gli viene fornita da due batterie AA garantendo autonomia per circa 72 ore. Sono disponibili diverse colorazioni tra cui bianco e arancione.
Il suo utilizzo è strettamente legato al campo videoludico permettendo una buona giocabilità grazie all'estrema accuratezza di risposta nella riproduzione dei movimenti in 3D all'interno dei videogiochi.